# Lisa Skinner
Pour les articles homonymes, voir Skinner.
Lisa Skinner est une actrice canadienne, née le 4 novembre 1974  à Inuvik.

## Filmographie
- 1987 : The Gunfighters (téléfilm) : Daisy
- 2002 : Every Good Omen : The Bartender
- 2004 : Window Theory : Kayla
- 2004 : Qui veut m'épouser ? (I Want to Marry Ryan Banks) (téléfilm) : Wedding Guest
- 2004 : Behind the Camera: The Unauthorized Story of 'Charlie's Angels' (téléfilm) : Jay's Assistant
- 2004 : Le Parfait Amour (Perfect Romance) (téléfilm) : Melissa
- 2004 : Trop loin pour toi (Going the Distance) : Fan
- 2005 : Marker (téléfilm) : A marker
- 2005 : Mile Zero (série télé) : Harmony Cabot
- 2005 : Terminal City (feuilleton télé) : Snarky playground mom
- 2005 : Severed : Anderson's Secretary
- 2005 : The Engagement Ring (téléfilm) : Glamorous 1950's Woman
- 2006 : Safe Harbor (téléfilm) : Mother